# Mostafa Pourmohammadi
Mostafa Pourmohammadi (Qom, 9 marzo 1960) è un politico, funzionario e magistrato iraniano.
È stato ministro degli interni dal 2005 al 2008 e ministro della giustizia dal 2013 al 2017. Pourmohammadi sarebbe stato implicato nella vicenda relativa all'esecuzione dei prigionieri politici iraniani del 1988. Nel 2024 si è candidato alle presidenziali.